# A Sense of History
 (juillet 2025).
Pour plus de détails, voir Fiche technique et Distribution.
A Sense of History est un court métrage britannique de Mike Leigh, réalisé en 1992. 

## Synopsis
Le 23e comte de Leete commence à partager ses pensées intimes sur son pays, son patrimoine et les institutions modernes en qui il voit l'ennemi. Mais peu à peu, le comte livre à la caméra des secrets de famille qui donnent une tout autre coloration à ce portrait. 

## Fiche technique
- Réalisation : Mike Leigh
- Scénario et interprétation : Jim Broadbent
- Image : Dick Pope
- Montage : Jon Gregory
- Son : Colin Codner, Tim Fraser et Peter Maxwell
- Musique : Carl Davis
- Production : Thin Man Films Ltd
- Durée : 25 minutes
- Date de sortie : 1992

## Analyse
Comme l'écrit Claire Hamon dans la revue Bref, « sous l’apparente simplicité du dispositif, A Sense of History est en réalité un film extrêmement construit : la caractérisation efficace du comte de Leete et de son domaine au sein des premiers plans établit le système que le film s’emploie par la suite à déborder. Ainsi les ressorts comiques sont instillés dès la scène initiale sans toutefois révéler immédiatement l’étendue de leur potentiel et c’est dans leur déploiement progressif que l’art des auteurs prend toute son ampleur. »

## Prix et nominations
- 1993 : sélectionné au BAFTA Film Awards.
- 1993 : Mention spéciale du Jury et Prix du Public au Festival international du court métrage de Clermont-Ferrand.